# سی‌سالگی
سی‌سالگی هشتمین آلبوم استودیویی اثر احسان خواجه‌امیری خوانندهٔ پاپ می‌باشد که در روز ۹ شهریور ۱۳۹۵ منتشر شد. به گفته خواجه‌امیری، او این آلبوم را به همسر و فرزندش تقدیم کرده‌است.
مراسم جشن امضا و رونمایی از این آلبوم در كاخ موزه نياوران برگزار شد که در این مراسم عوامل آلبوم نیز حضور داشتند.
آلبوم سی‌سالگی در سال ۱۳۹۶ در چهارمین دوره جشنواره موسیقی ما برندهٔ تندیس بهترین آلبوم موسیقی پاپ از نگاه مردم شد.

## عوامل
آهنگسازی و تنظیم قطعات آلبوم سی‌سالگی را علیرضا افکاری، هومن نامداری و امير حسين اکبر شاهی به عهده داشته‌اند و ترانه‌ها را روزبه بمانی و افشین یداللهی سروده‌اند. همکاری مجدد این هنرمند با افشین یداللهی به خصوص جالب توجه است، ترانه‌سرایی که پیش از این خواجه‌امیری همکاری‌های دیگری نیز با او داشته‌است.

## تک‌آهنگ‌ها
سی‌سالگی شامل ۱۱ قطعه به نام‌های «سی‌سالگی»، «آخر همون شد»، «یه روزی میاد»، «جاذبه»، «جاده‌ای که ساخته بودم»، «بی‌تفاوت»، «نفس»، «آرزو کن»، «بعد تو»، «کاری کردی» و «درد عمیق» است. از میان این قطعات، «کاری کردی» به صورت تک‌آهنگ منتشر شده و «درد عمیق» به عنوان تیتراژ مجموعه تلویزیونی پریا پخش شده و مورد استقبال قرار گفته است.
قطعهٔ «سی‌سالگی» نیز در قالب موزیک‌ویدئو منتشر شده است.

## موزیک ویدئوی آلبوم
موزیک‌ویدئوی رسمی آلبوم سی‌سالگی در ۲ شهریور ۱۳۹۵ از سایت موسیقی ما منتشر شد. و بسیار مورد استقبال مخاطبان قرار گرفت  و در مدت کمی بیش از یک میلیون بار  فقط از وبگاه موسیقی ما از سوی مخاطبان دانلود شده‌است و توانست رکوردی در زمینه موسیقی به جا بگذارد.

## نوازندگان
- گیتار (فرشید ادهمی)
- ویولن آلتو (احسان نی زن)
- ترمبون (سیامک کریم‌پور)
- ترومپت (علی‌ضرابی، کامیار ماندگاریان)
- ساکسوفون (هومن نامداری)
- فلوت (پرویز وزیری)
- دودوک (رضا عسگرزاده)
- سه تار (میثم مروستی)[۴]

## فهرست
آلبوم سی سالگی شامل ۱۱ قطعه می‌باشد که ۳ تای آن‌ها به صورت تک‌آهنگ منتشر شده بود.
| شماره      | نام                    | سراینده       | آهنگساز          | تنظیم                           | مدت   |
| ---------- | ---------------------- | ------------- | ---------------- | ------------------------------- | ----- |
| ۱.         | «سی سالگی»             | روزبه بمانی   | علیرضا افکاری    | هومن نامداری                    | ۳:۳۹  |
| ۲.         | «آخر همون شد»          | روزبه بمانی   | علیرضا افکاری    | هومن نامداری                    | ۴:۱۳  |
| ۳.         | «یه روزی میاد»         | روزبه بمانی   | علیرضا افکاری    | هومن نامداری                    | ۵:۱۸  |
| ۴.         | «جاذبه»                | عاطفه حبیبی   | فرشید ادهمی      | هومن نامداری                    | ۳:۳۷  |
| ۵.         | «جاده‌ای که ساخته بودم» | پویان بوترابی | علیرضا افکاری    | هومن نامداری                    | ۳:۵۲  |
| ۶.         | «بی تفاوت»             | روزبه بمانی   | علیرضا افکاری    | هومن نامداری                    | ۲:۴۸  |
| ۷.         | «نفس»                  | روزبه بمانی   | احسان نی‌زن       | هومن نامداری                    | ۳:۴۷  |
| ۸.         | «آرزو کن»              | افشین یداللهی | علیرضا افکاری    | هومن نامداری                    | ۳:۳۶  |
| ۹.         | «بعد تو»               | روزبه بمانی   | احسان خواجه‌امیری | هومن نامداری                    | ۳:۲۲  |
| ۱۰.        | «کاری کردی»            | پویان بوترابی | علیرضا افکاری    | هومن نامداری، امیرحسین اکبرشاهی | ۴:۱۱  |
| ۱۱.        | «درد عمیق»             | زهرا عاملی    | علیرضا افکاری    | هومن نامداری                    | ۳:۳۳  |
| مجموع مدت: | مجموع مدت:             | مجموع مدت:    | مجموع مدت:       | مجموع مدت:                      | ۳۹:۵۶ |